# Manuel Martos Figueroa
Manuel Martos Figueroa (13 de diciembre de 1978) es un músico, responsable de A&R, director artístico y productor ejecutivo de Universal Music Spain. Participó como jurado en el talent show Operación Triunfo 2017, junto a Joe Pérez-Orive y la cantante Mónica Naranjo. Repitió en 2018 junto al citado Joe y la cantante Ana Torroja.

## Biografía
Manuel Martos Figueroa forma parte de una familia artística, cuyo padre es el cantante Raphael y la madre es la escritora y periodista Natalia Figueroa. Manuel es el menor de sus dos hermanos: Jacobo, director de cine y televisión, y Alejandra, restauradora de arte en el Museo Thyssen de Madrid.
Manuel se casó con Amelia Bono, hija del expresidente del Congreso de España y exministro socialista José Bono y Ana Rodríguez Mosquera. El enlace tuvo lugar el 27 de junio de 2008 en Toledo y a él acudieron tanto políticos como celebridades de la industria musical. Fruto de ese matrimonio han tenido cuatro hijos: Jorge (n. 2009), Manuel (n. 2011), Gonzalo (n. 2015) y Jaime (n. 2017). Tras 15 años de relación y 13 años de matrimonio, la pareja anuncia que se divorcia de manera amistosa a principios de julio de 2021. En junio del 2022 anuncian que se han reconciliado tras superar la mayor crisis de la pareja.

## Trayectoria profesional
Manuel Martos comenzó en el mundo de la música en 1996 con el grupo «In fraganti» junto con Álvaro Azcárate y Saiyi Suzuki, actuando en salas madrileñas como Lasal o Gatsby Madrid. En 1998 fueron los teloneros de Los Petersellers. En 1997 In Fraganti ganó el premio Aplausos de grupos universitarios. 
Posteriormente, Manuel Martos y Álvaro Azcárate abandonaron el grupo y crearon un dúo musical llamado Mota. En este proyecto consiguieron que los encargados de EMI Songs España les editaran su primer disco también llamado «Mota» el 19 de junio de 2006. El disco se caracterizaba por ser una mezcla de pop rock melódico. La promoción la hicieron siendo teloneros de Ana Torroja por toda su gira “La fuerza del Destino”. Después de cinco años, volvieron a sacar un disco al mercado “Excusas para no pisar la cama”. Esta vez la composición de los temas del disco viene dada por ellos, pues pretendían tener libertad para tomar por sí mismos todas las decisiones.
En su faceta como productor trabajó con Disney en las bandas sonoras de “Descubriendo a los Robinsons” y “High School Musical” 2 y 3. De la mano de Universal Music se encargó de las carreras musicales de David Bisbal, Manuel Carrasco o Pablo López, entre otros.
Ha trabajado como coordinador artístico de eventos como "Motor Circus", "Playing for change", "Shangay Pride" y "La música del reciclaje" así como en coordinar campañas de publicidad y actuar como organizador de eventos de diversas marcas.
En el año 2017 fue jurado del programa Operación Triunfo 2017, un programa de Gestmusic en TVE junto a Joe Pérez-Orive, especialista en marketing y derechos de autor, la cantante Mónica Naranjo y un cuarto miembro invitado cada semana para valorar las actuaciones de los concursantes durante las galas. Previamente Manuel Martos había participado ya en otros programas similares como "Factor X" o "Tienes talento" 